# Peine (Chile)
Peine es una aldea localizada al sureste del Salar de Atacama y junto a la quebrada del mismo nombre en el Desierto de Atacama en Chile. Administrativamente pertenece a la comuna de San Pedro de Atacama, en la Provincia de El Loa, Región de Antofagasta. La localidad se encuentra a 103 kilómetros al sur de la cabecera comunal y es conocida por su rica tradición histórico-cultural ligada al pueblo 
atacameño o licanantay y la colonización española de Atacama.
Según el censo 2017, la localidad contaba con una población de 475 habitantes.

## Historia
La historia de Peine se entrelaza con el paso de los siglos. Su origen se remonta a tiempos prehispánicos, cuando era un oasis y era una detención del Camino del Inca. De estos tiempos quedan los restos del Pueblo Abierto de Peine, cuyos orígenes se remontan al siglo XII, y están localizados en el margen norte de la Quebrada de Peine, sector que en la actualidad se denomina Peine Viejo, mientras que el pueblo actual se ubica en la ribera sur de la misma quebrada. El complejo arqueológico de Peine Viejo consta de una extensión de aproximadamente 80 por 200 metros, que incluye restos de construcciones hechas de barro, ramas y techos de paja, replicando el arquetipo de la ciudad abierta de los atacameños, conforme al orden urbano, sin restricciones de muros exteriores. Este complejo fue declarado Monumento Nacional en 1982
Por otro lado el actual pueblo de Peine se remonta al siglo XVII, cuando fue trasladado desde su ubicación original en la ribera norte de la quebrada homónima. Este histórico sitio fue testigo del tránsito de notables figuras, como Diego de Almagro y Pedro de Valdivia, quienes cruzaron por Peine en su recorrido por el Camino del Inca. Por su parte, en 1835 el minero y explorador Diego de Almeyda, así como en 1855, Rodolfo Amando Philippi, en su trayecto desde Paposo a San Pedro de Atacama, también marcaron su presencia en este rincón del Desierto de Atacama.
En el año 1924 el geógrafo chileno, Luis Risopatrón describe a Peine como un ‘lugarejo’ en su libro Diccionario Jeográfico de Chile:: 646 

Peine (Lugarejo de) 23° 43' 68° 06'. Es pintoresco, de corta población, cuenta con escuela pública i está edificado sobre una capa traquítica, a 2.800 m de altitud, en la pendiente de una loma que mira al estremo SE del salar de Atacama; primitivamente fué una población del todo indíjena, pero cuando se trabajaron en los cerros contiguos unas vetas de plata, atrajo otra poblacion española i se le dió el nombre de San Roque de Peine. Sus habitantes se ocupan hoi dia en la agricultura, cría de ovejas i cabras i el comercio de leña.

## La herencia atacameña
Peine junto a las localidades de Toconao y Socaire de la comuna de San Pedro de Atacama y Caspana en la comuna de Calama fueron las últimas que conservaron comunidades de hablantes nativos de la lengua kunza hasta mediados del siglo XX por sobrevivientes de la etnia Lickan Antay. En 1954, la antropóloga austríaco-chilena Grete Mostny recogió en su libro "Peine, un pueblo atacameño" parte del léxico que algunas pocas personas ancianas atacameñas aun usaban en ceremonias como el Talatur o Limpia de canales.
Actualmente, persiste una activa comunidad atacameña en la localidad. Una de las actividades principales de esta comunidad es promover el turismo local, para eso se han organizado con un equipo de turismo local para gestionar y cuidar los sitios de interés turístico como lo son Peine Viejo y la Ruta Peine: Cultura y Agricultura.

## Atractivos turísticos
Ruinas de la capilla de Misiones de Peine Viejo: son ruinas de la primera capilla construida por los primeros misioneros españoles que llegaron al pueblo de Peine Viejo, ubicado en la ribera norte de la Quebrada de Peine. La capilla data de 1580 y fue declarada monumento nacional de Chile en 1951.
Fiesta Religiosa San Roque de Peine: Es uno de los eventos religiosos más importantes que celebra la gente en la localidad. Cada 16 de agosto, decenas de profesantes se dan cita para celebrar a San Roque, santo Patrono de Peine. El día comienza con una misa, seguida de una procesión por las inmediaciones de la iglesia al ritmo de morenada, tobas y diabladas, junto a locales, turistas y el alcalde de San Pedro de Atacama.
Iglesia de San Roque de Peine: Construida hacia el año 1750, está conformada por una torre de piedra la cual fue reconstruida en 1940. La iglesia está construida a la usanza de las templos católicos del altiplano chileno con piedras de la zona pegadas con barro con mezcla de ceniza y paja, esta tiene un campanario de dos pisos al costado y cuenta con tres campanas.
Cocha de Peine: corresponde a un manantial de aguas termales y minerales que afloran en la ribera de la Quebrada Peine, las cuales se almacenan en piscinas artificiales. Estas antiguamente eran utilizadas para la agricultura que constituía anteriormente la principal actividad económica de los habitantes locales. En la actualidad son utilizadas con fines turísticos como baños termales.